# Magmatismus
Dieser Artikel wurde wegen inhaltlicher Mängel auf der Qualitätssicherungsseite des Portals Geowissenschaften eingetragen. Dies geschieht, um die Qualität der Artikel im Themengebiet Geowissenschaften zu steigern. Bitte hilf mit, die Mängel zu beseitigen, oder beteilige dich an der Diskussion. (+)

Begründung: Die einführenden Kapitel sind mittlerweile erstellt; Literaturhinweise werden mittlerweile genannt; es fehlen jedoch noch die endogenen magmatischen Prozesse. --A.Abdel-Rahim (Diskussion) 01:14, 1. Apr. 2020 (CEST)
Magmatismus ist ein Begriff, der die geologischen Vorgänge zusammenfasst, die mit dem Aufdringen und der Platznahme natürlicher Gesteinsschmelzen (sogenannter Magmen) an oder unterhalb der Erdoberfläche zusammenhängen.

## Grundlegendes, Extrusion, Intrusion
Zu vulkanischer Tätigkeit (Vulkanismus) kommt es, wenn Magmen bis an die Erdoberfläche aufdringen und sich dort ausbreiten (extrudieren). Das entstehende Extrusivgestein wird als „Vulkanit“ bezeichnet. Im Unterschied dazu bilden Gesteinsschmelzen, die nicht bis an die Erdoberfläche gelangen, sondern nur unterhalb der Oberfläche zwischen den Gesteinen der Erdkruste oder des lithosphärischen Erdmantels eingeschoben werden, sogenanntes Intrusivgestein. Das gebildete, zu Gestein gewordene Produkt der Intrusion wird „Plutonit“ genannt. Die mit der suboberflächenlokalen Platznahme einhergehenden Prozesse, die sich auf die Vorgänge in der Erdkruste oder im lithosphärischen Erdmantel beziehen, werden unter dem Begriff des Plutonismus subsumiert.

## Vulkanismus und Plutonismus
Plutonische Prozesse wirken über einen langen Zeitraum in dem in moderaten Tiefen liegenden Teil der Erdschichten (Kruste unterhalb der Erdoberfläche plus lithosphärischer Mantel). Der lithosphärische Erdmantel erreicht an seinem dem Erdinneren zugewandten, unteren Rand im Durchschnitt Tiefen von etwa 120 Kilometern; an den flachsten Stellen sind es etwa 60 Kilometer Tiefe; unter den archaischen Schilden kann dieser in bis zu 160 Kilometern Tiefe hinabreichen. Die Bildung eines Plutons, ein Kristallisationsprodukt aus dem moderat tief gelegenen Magma, kann sich von einigen hunderttausend Jahren bis zu mehreren Millionen Jahren lang hinziehen; die Vorgänge sind dadurch der menschlichen Beobachtung weitgehend entzogen. Erkenntnisse über diesen „Tiefenmagmatismus“ lassen sich nur aus der Untersuchung der gebildeten Gesteinskörper, den Plutoniten, gewinnen.
Hingegen sind die oberflächennah ablaufenden vulkanischen Vorgänge durch ihre (für erdgeschichtliche Verhältnisse) schnelle zeitliche Abfolge – manchmal in nur wenigen Tagen, Wochen oder Monaten ablaufend – leicht für den Menschen zu beobachten, zu messen und auszuwerten.
Überschlägig lässt sich sagen, dass Vulkanite sehr viel schneller abkühlen als Plutonite.

## Endogene magmatische Prozesse
Als endogene magmatische Prozesse werden alle im Erdinneren wirksamen Kräfte bezeichnet. Sie umfassen die Um- und Neubildung von Gesteinen sowie die Bildung von Schmelzen (Magmen).

## Forschungsgeschichte

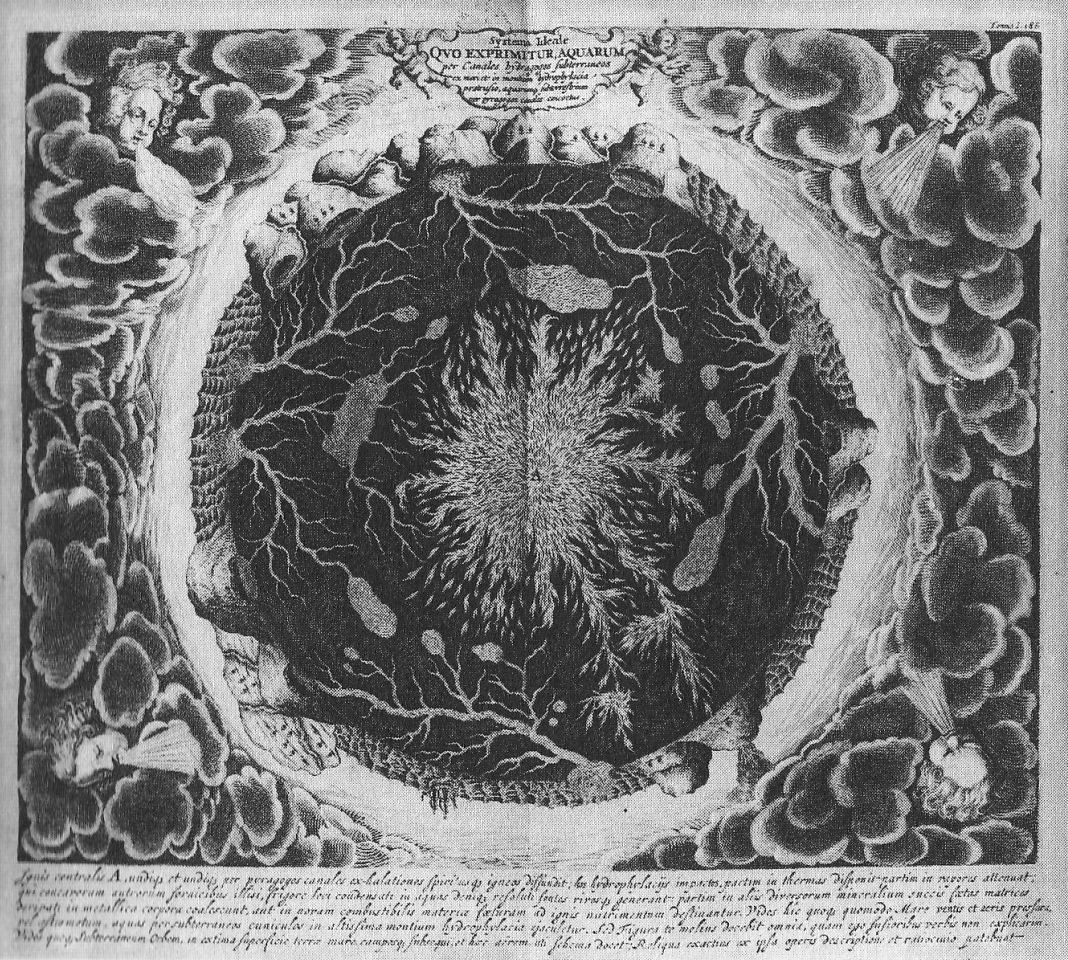
Das Innere der Erde nach Ansicht Athanasius Kirchers, aus mundus subterraneus (1678)

Der erste bekannte Vertreter einer wissenschaftlichen Forschung über den Magmatismus, abseits der Mythologie, war der antike griechische Geograf Strabon (* etwa 63 v. Chr.;  † nach 23 n. Chr.), der als Erster drei Zustände des Vulkanismus beschrieb: Ruhe, Vorbereitung und Ausbruch. Seine Meinung, dass es sich hierbei um ein unterirdisches Feuer in Hohlräumen tief in der Erde handele, wurde noch bis ins 19. Jahrhundert in der Wissenschaft vertreten. Noch heute werden Begriffe wie Rauch, Asche und Schlacke in Zusammenhang mit dem vulkanischen Magmatismus verwandt. Auch der römische Gelehrte Plinius der Ältere, der im Jahr 79 n. Chr. beim Ausbruch des Vesuvs umkam, war interessiert an der Erforschung vulkanischer Vorgänge.
Die deutschen Gelehrten Albertus Magnus (um 1200–1280) und Georgius Agricola (1494–1555) glaubten ebenfalls an diese unterirdischen Feuer. Ihre Vorstellungen illustrierte und interpretierte der jesuitische Gelehrte Athanasius Kircher (1602–1680). Der Geograf Bernhard Varenius (1622–1650/51) verwandte als erster den Begriff Vulkan für einen Feuer speienden Berg und verfasste im Jahr 1650 einen ersten Katalog für die ihm bekannten Vulkane. Der französische Philosoph und Naturwissenschaftler René Descartes (1596–1650) vertrat die Ansicht, im Erdinneren sei noch Sonnenmaterie vorhanden, die das äußere Gestein der Erdoberfläche entzünden würde.
Ende des 18. Jahrhunderts, mit zunehmender Erkenntnis über den Magmatismus, entbrannte ein Streit zwischen den sogenannten Neptunisten und den Plutonisten über die Entstehung des vulkanischen Ergussgesteins Basalt. Der Mineraloge Abraham Gottlob Werner (1749–1817) glaubte daran, dass Vulkanausbrüche durch Selbstentzündung von Kohlenflözen entstünden und durch plötzlich zuströmendes Wasser eine Eruption auslösen, wobei sich der Basalt im Wasser durch Erstarrung bilde. Einer seiner Gegenspieler, Nicolas Demarest (1725–1815), erkannte jedoch den magmatischen Ursprung des Basalts. Im 19. Jahrhundert postulierte Leopold von Buch (1774–1853) sogenannte Erhebungskrater, die er als Aufwölbungen magmatischer Vorgänge beschrieb, ohne allerdings die dahinter stehenden Kräfte definieren zu können.
Die moderne Magmatismusforschung begann mit dem englischen Geologen George Julius Scrope (1797–1876), der erkannte, dass Vulkanberge durch den Auswurf von Material entstehen. Er unterschied als erster zwischen vulkanischen und plutonischen Vorgängen, wobei die Erdwärme noch aus der Zeit der Erdentstehung stamme.
Heute werden in der Forschung über den Magmatismus die Erkenntnisse der Gesetzmäßigkeiten aus Geophysik, Geochemie, Petrologie und tektonischen Vorgängen berücksichtigt. Im 20. Jahrhundert entwickelte sich die Vulkanologie zu einer eigenen Wissenschaft.